# Masdevallia setipes
Masdevallia setipes är en orkidéart som beskrevs av Rudolf Schlechter. Masdevallia setipes ingår i släktet Masdevallia och familjen orkidéer.
Artens utbredningsområde är Bolivia. Inga underarter finns listade i Catalogue of Life.